# Frangokastro

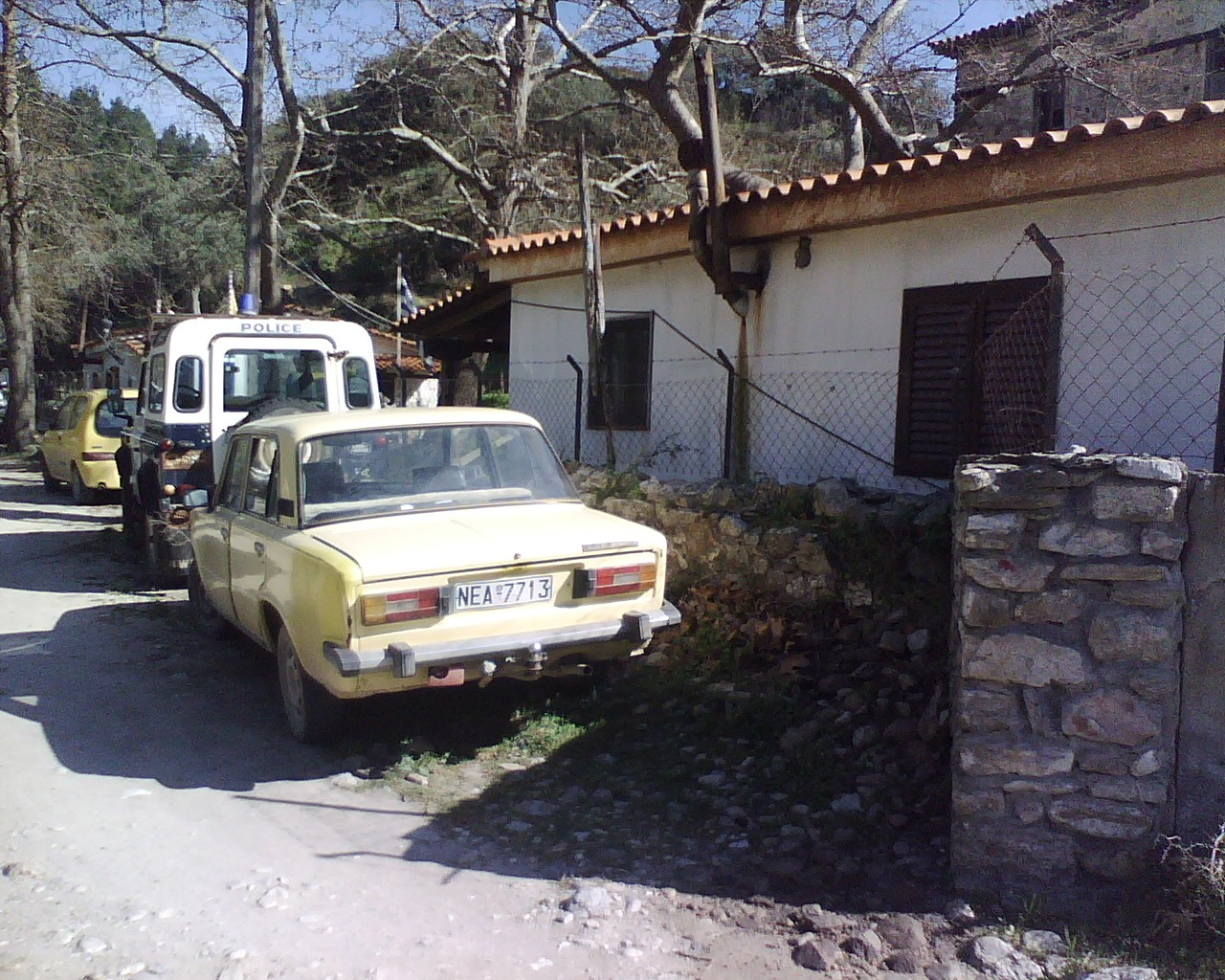
Puesto policial en la frontera con el Monte Athos.

Frangokastro (Φραγkokαστρo) es un pequeño asentamiento griego. Está situado a escasos kilómetros de Uranópolis en la frontera terrestre con el Monte Athos, territorio monástico autónomo bajo soberanía griega. 
Situado junto a las ruinas de un viejo castillo (del que proviene su nombre), en él se encuentra un pequeño puesto policial. Está situado junto a la costa y tiene una pequeña cala que se puede emplear como embarcadero, conocida como Hourmistsas.